# Rolf Lund
Rolf Lund né le 23 mars 1902 et mort le 16 septembre 1971 est un nageur norvégien.

## Biographie
Aux Jeux olympiques de 1924 à Paris, Rolf Lund est engagé sur le 100 mètres dos mais il déclare forfait.
Palmarès aux championnats de Norvège
| Place | Course                  | Année                                                                            |
| ----- | ----------------------- | -------------------------------------------------------------------------------- |
| 1er   | 200 mètres nage libre   | 1926 (2 min 38 s 70)                                                             |
| 1er   | 400 mètres nage libre   | 1926 (5 min 58 s 30)                                                             |
| 1er   | 100 mètres dos          | 1923 (1 min 27 s), 1924 (1 min 20 s), 1925 (1 min 19 s 40), 1926 (1 min 21 s 70) |
| 1er   | 200 mètres brasse       | 1922 (3 min 24 s 50)                                                             |
| 2e    | 100 mètres nage libre   | 1923 (1 min 15 s 70), 1924 (1 min 12 s)                                          |
| 2e    | 200 mètres nage libre   | 1923 (2 min 59 s 90), 1924 (2 min 50 s 80), 1925 (2 min 38 s 50)                 |
| 2e    | 400 mètres nage libre   | 1922 (6 min 28 s 20), 1923 (6 min 14 s), 1924 (6 min 7 s 80)                     |
| 2e    | 1 000 mètres nage libre | 1922 (18 min 4 s 70), 1924 (16 min 50 s 80), 1926 (16 min 34 s)                  |
| 2e    | 200 mètres brasse       | 1921 (3 min 24 s 50)                                                             |
| 3e    | 50 mètres nage libre    | 1922 (31 s)                                                                      |
| 3e    | 100 mètres nage libre   | 1925 (1 min 10 s 70), 1926 (n. c)                                                |
| 3e    | 100 mètres dos          | 1922 (1 min 34 s 60)                                                             |
| 3e    | 200 mètres brasse       | 1923 (3 min 30 s 40), 1924 (3 min 24 s 20)                                       |